# Stephanopis ditissima
Stephanopis ditissima là một loài nhện trong họ Thomisidae.
Loài này thuộc chi Stephanopis. Stephanopis ditissima được Hercule Nicolet miêu tả năm 1849.